# Fischburg (Wolkenstein)

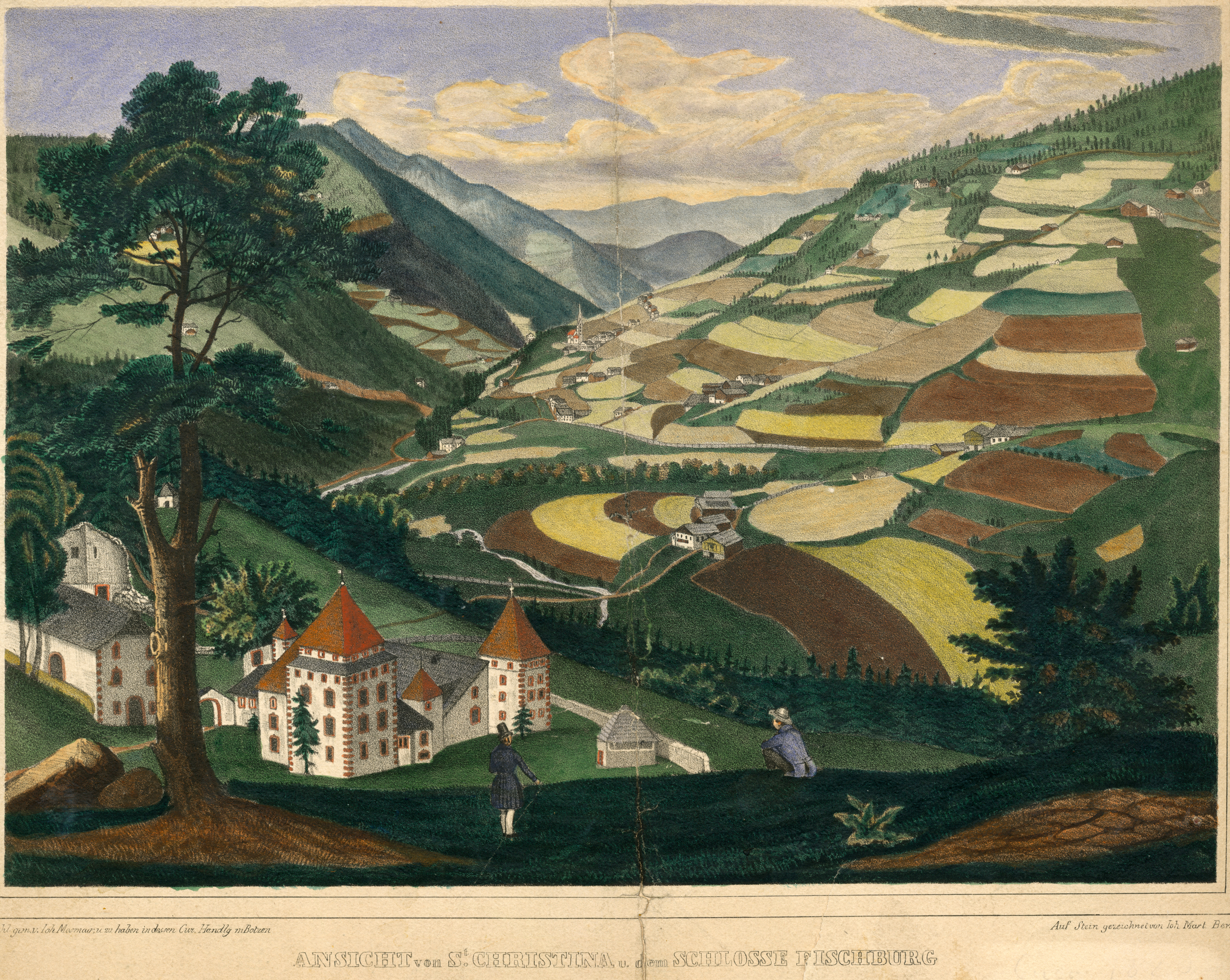
Fischburg in Gröden – Südtirol. Beschriftung: „Ansicht von St. Christina und dem Schlosse Fischburg im Thale Groeden. In Oel gem. v. Ioh. Mosmair, und zu haben in dessen Cur. Handlg. in Botzen - Auf Stein gezeichnet von Ioh. Mart. Benz“

Die Fischburg (ladinisch Ciastel de Gherdëina) ist eine Burg des 17. Jahrhunderts in Wolkenstein in Gröden (Südtirol, Italien).

## Lage
Die Burg befindet sich auf dem Gemeindegebiet von Wolkenstein an der orographisch linken Talseite südlich des Grödner Bachs, liegt aber näher am Ortszentrum von St. Christina, zu dessen Pfarre die Burgkapelle auch gehört. In unmittelbarer Nähe führt die FIS-Abfahrt Saslong vorbei.

## Geschichte
Die Burg wurde von Engelhard Dietrich Graf zu Wolkenstein (* 1566, † 1647) erbaut und war Sitz des Gerichts Wolkenstein bis zum Ende des 18. Jahrhunderts. Die Lage der Burg inmitten zahlreicher Fischweiher, die laut Bericht von 1615 von Marx Sittich von Wolkenstein von dessen Bruder angelegt wurden, führte zur Benennung „Fischburg“.
Graf Engelhard Dietrich konzipierte die Burg eigentlich als Wehrburg gegen die Venezianer, wurde allerdings in diesem Vorhaben nicht unterstützt. Der Versuch, die privaten Interessen mit den Reichsinteressen zu verknüpfen, gelang darum nicht.
Die Inventare der Burg sind historisch reichlich dokumentiert. Man ersieht aus ihnen, dass die Burg stärker mit Jagdwaffen als mit Kriegswaffen bestückt war. Es waren auch viele Geräte zur Fischerei vorhanden.
Das Schloss verfiel infolge der Einbrüche der Franzosen am Ende des 18. Jahrhunderts, 1826 ließ die Familie Wolkenstein einen Großteil des Inventars versteigern. 1841 wurde die Burg den Gemeinden Wolkenstein und St. Christina geschenkt, die die Burg an die Armen vergaben und den totalen Verfall der Baulichkeiten herbeiführten.
1926 wurde die Fischburg an Baron Carlo Franchetti aus Venedig verkauft. Er stellte die Burg außen und innen mit in Südtirol und in Gröden erworbenen Einrichtungen, darunter Täfelungen, Öfen und viel Mobiliar, wieder her. Die Burg ist noch im Besitz der Adelsfamilie Franchetti.
Mitte der 1960er Jahre wurde der Film Tanz der Vampire von Roman Polanski zu weiten Teilen in der Fischburg gedreht.

## Anlage
Die Planung ist auf den Bauherrn zurückzuführen, wobei ihm jedoch der Brixner Architekt und Künstler Hans Reichle und ein 1625 anwesender Festungsingenieur („Barthariamaister“) zur Hand gingen.

## Galerie

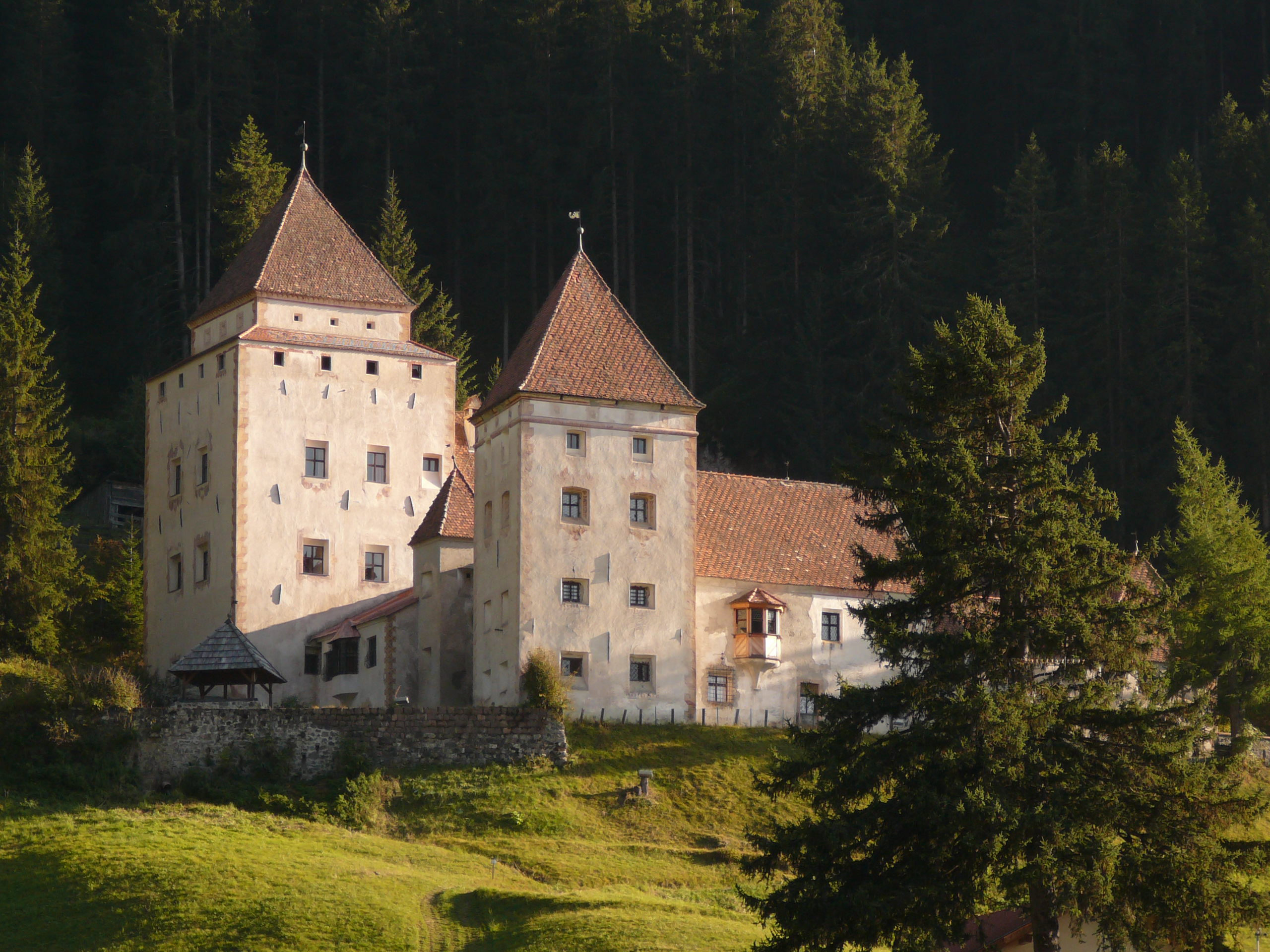
Die Nordseite
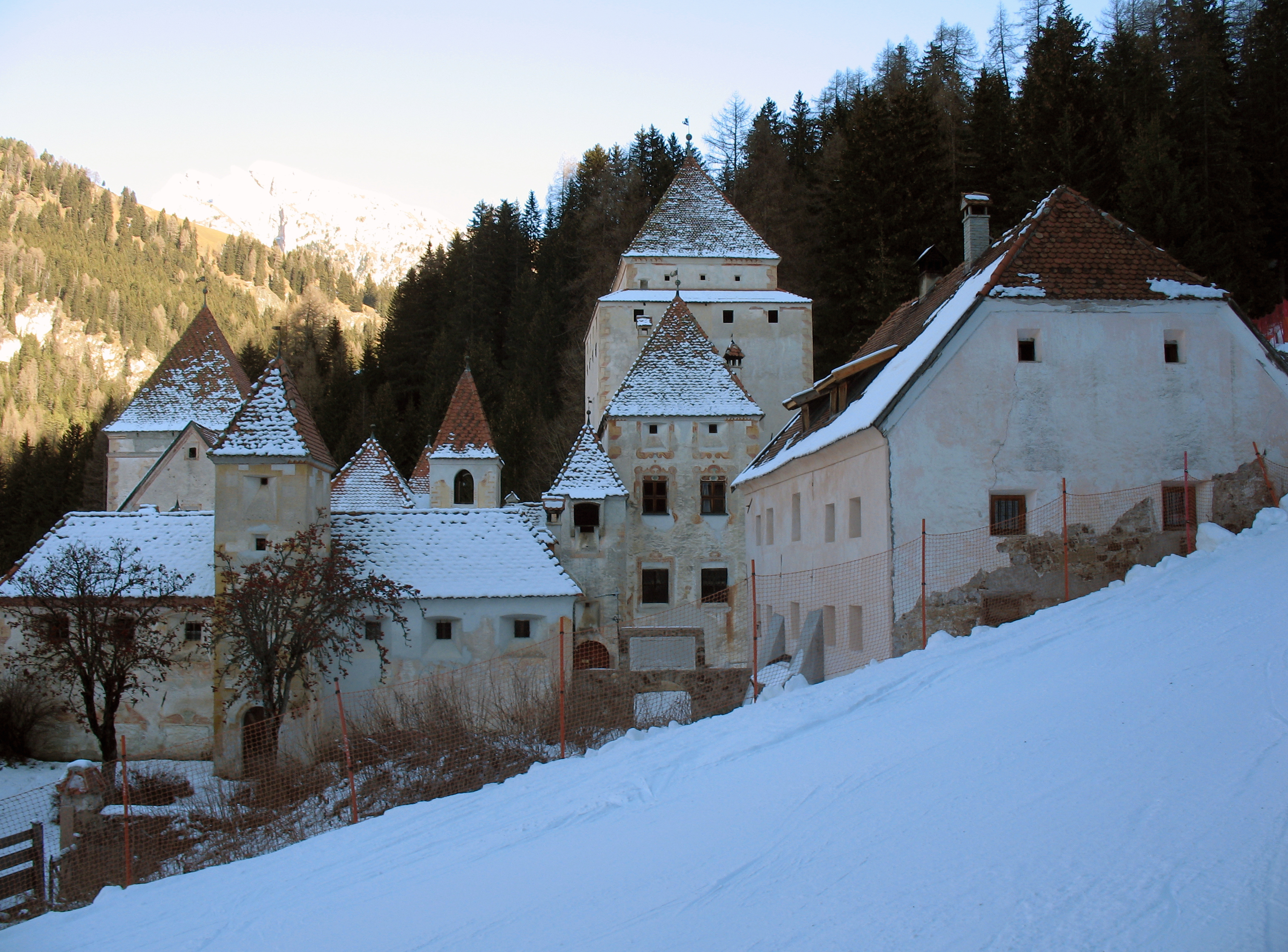
Die Westseite der Burg von der Skiabfahrt aus
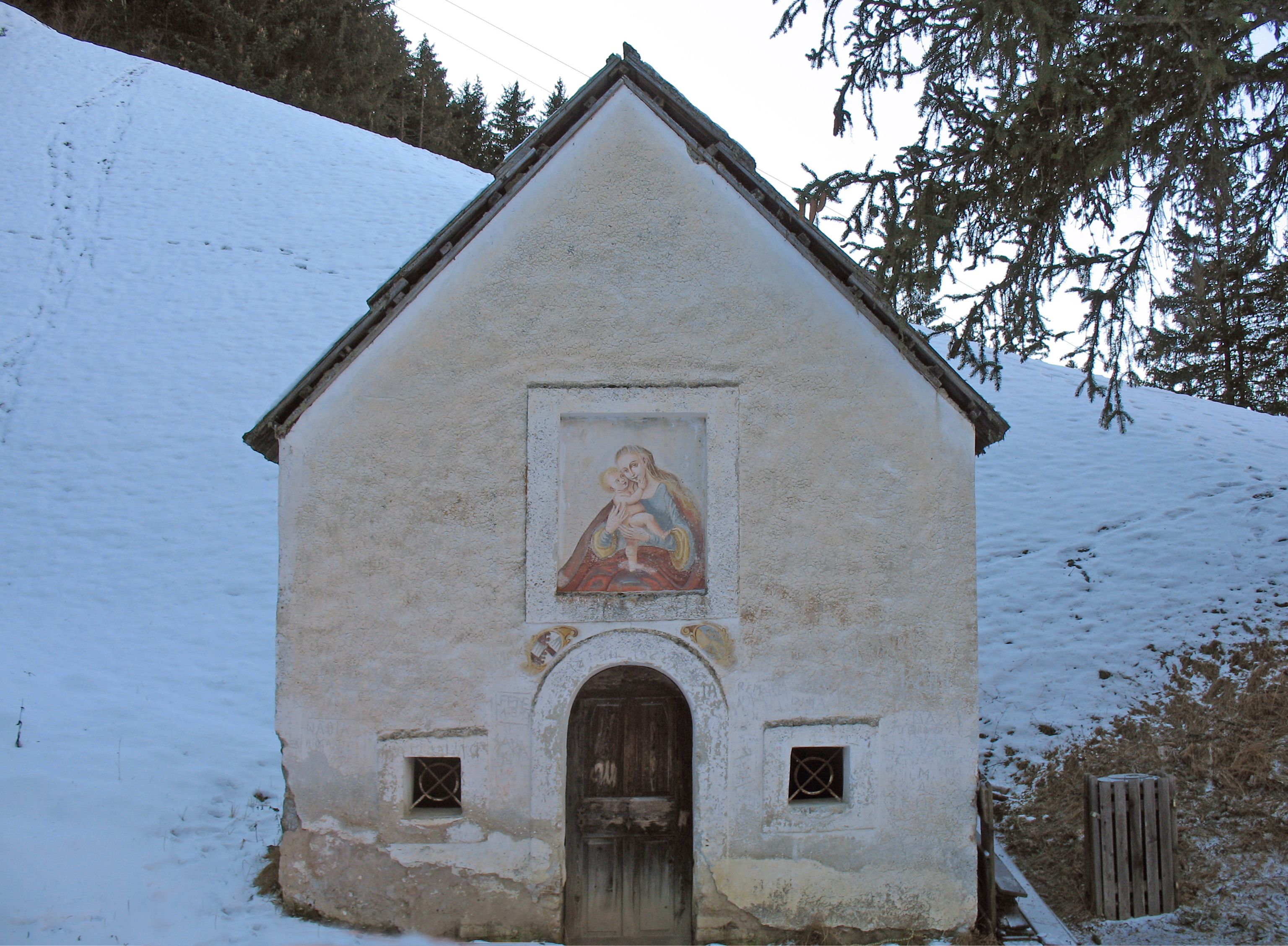
Die Kapelle